# Sławkowski Potok
Sławkowski Potok (słow. Slavkovský potok, niem. Annabach, Annawasser, węg. Anna-patak) – główny ciek wodny Doliny Sławkowskiej w słowackich Tatrach Wysokich. Źródła potoku znajdują się w środkowych partiach Doliny Sławkowskiej. Dopiero poniżej Magistrali Tatrzańskiej potok na stałe wypływa spod ziemi, wcześniej płynie pod jej powierzchnią i nie jest stały. Dalej kieruje się na południowy wschód, w stronę Tatrzańskich Zrębów. Następnie zmienia nieco kierunek na wschodni, przepływa nieopodal spiskiej wsi Wielki Sławków. W okolicach Maciejowic (obecnie dzielnica Popradu) wpada do rzeki Poprad, jako jej lewy dopływ.

## Szlaki turystyczne
– znakowana czerwono Magistrala Tatrzańska na odcinku od Wielickiego Stawu do Smokowieckiego Siodełka (przecina Sławkowski Potok).
- Czas przejścia: 2:05 h, z powrotem 2:25 h

  – znakowany żółto szlak ze Starego Smokowca, do którego dołącza niebieski szlak z Tatrzańskich Zrębów (przecina Sławkowski Potok).
- Czas przejścia ze Starego Smokowca do szlaku niebieskiego: 1:35 h, ↓ 55 min
- Czas przejścia od szlaku niebieskiego do zielonego szlaku w Dolinie Wielickiej: 45 min, ↓ 30 min

  – niebieski szlak biegnący dolną częścią Doliny Sławkowskiej i łączący się ze szlakiem żółtym ze Starego Smokowca. Wspólnie biegną one dalej do Doliny Wielickiej, do szlaku zielonego Tatrzańska Polanka – Wielicki Staw (szlak niebieski biegnie wzdłuż Sławkowskiego Potoku).
- Czas przejścia z Tatrzańskich Zrębów do szlaku żółtego: 1 h, ↓ 45 min
- Czas przejścia szlakiem żółtym do Doliny Wielickiej: 45 min, ↓ 30 min